# Crimson Moonlight
Crimson Moonlight  est un groupe suédois de unblack metal, originaire de Jönköping. Il est formé en 1997 par Gustav Elowson et Petter Stenmarker. Créé dans l'intention de faire du black metal dans la veine primitive, de sortir une démo et de donner un concert avant de se dissoudre, mais la dissolution n'eut jamais lieu. Le groupe continua, et sortit deux EP, un album live, une démo de plus, une compilation et deux albums. Au départ sous contrat avec Rivel Records, ils sont actuellement avec Endtime Productions. Ils font deux tournées aux États-Unis, et sont représentés dans deux documentaires concernant le metal. 

## Biographie

### Débuts (1997-1999)
Crimson Moonlight est formé en été 1997 par Simon « Pilgrim » Rosén (chant), Gustav « Gurra » Elowsson (batteur, également du groupe de grindcore Exhale), Petter Stenmarker (guitare, clavier), Jonathan Jansson (guitare, aussi avec Pantokrator) et Simon Lindh (basse). Ensemble, ils enregistrent une démo indépendante, intitulée Glorification of the Master of Light. Leur projet de base était de se séparer consécutivement à cette démo, mais ils décident de continuer. En 1998, ils enregistrent leur premier EP en studio, Eternal Emperor, qui se caractérise par un style de unblack metal très symphonique et porté sur le clavier, en contraste avec le brutal et primitif Horde, qui avait inspiré leur musique sur la première démo. La même année, le groupe enregistre un album live intitulé Live in Varsås, et en 2001, une deuxième démo qu'ils baptisent Heralding the Dawn.

### The Covenant ProgressetVeil of Remembrance(2000-2006)

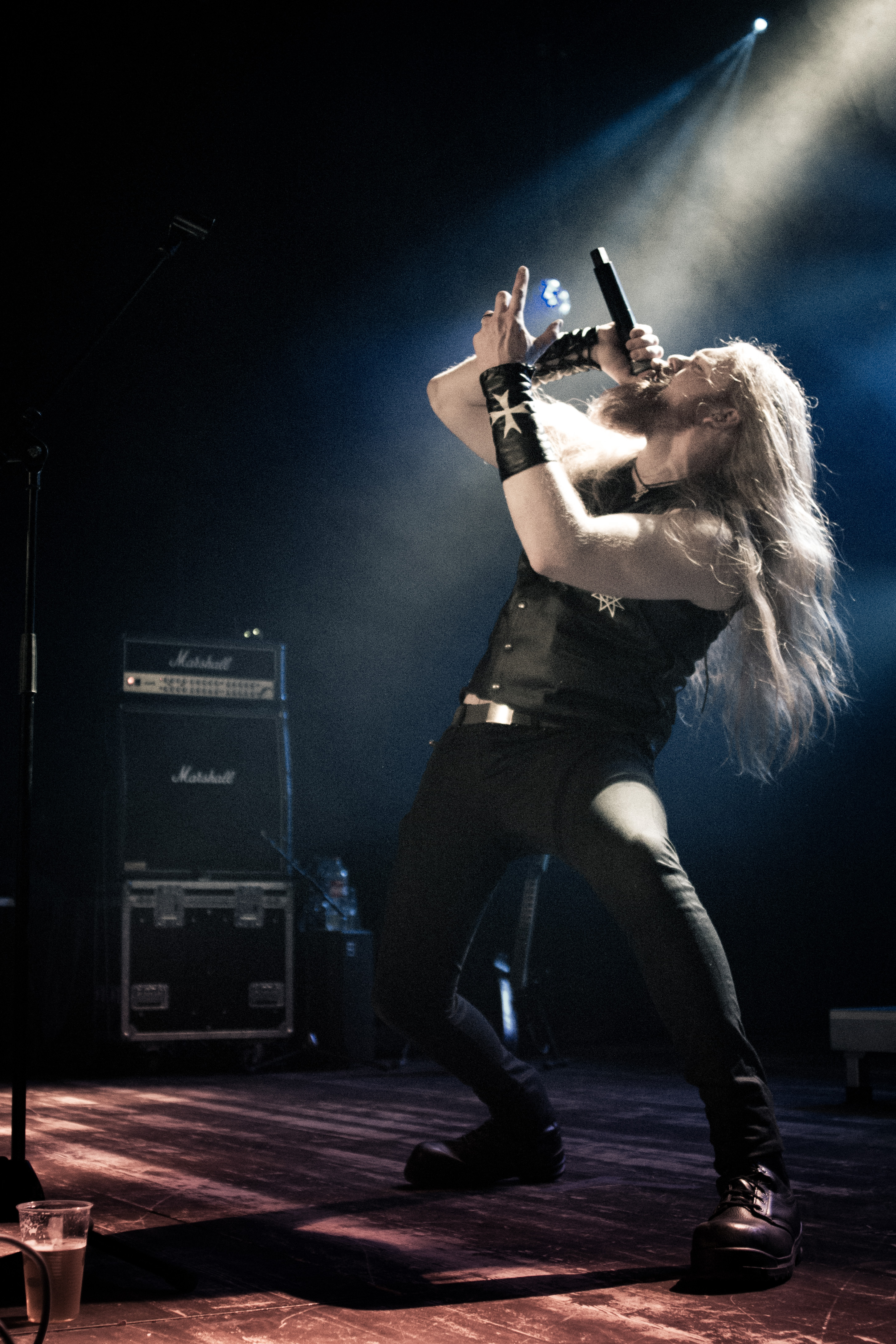
Pilgrim le chanteur de Crimson Moonlight au Elements of Rock 2017.

Quelques années plus tard, Crimson Moonlight signe un contrat d'enregistrement avec Rivel Records, un petit label suédois de metal chrétien. À la même période, Jonathan Jansson et Simon Lindh quittent le groupe. Hubertus Liljegren, ancien membre du groupe séparé Sanctifica, et Per Sundberg rejoignent Crimson Moonlight comme guitaristes. Erik Tordsson reprend la basse. En 2003, avec cette formation, le groupe enregistre son premier album studio intitulé The Covenant Progress. Cet album prend une direction plus unblack mélodique, avec moins d'emphase au clavier. The Covenant Progress est très bien reçu par la critique médiatique du milieu metal, et en 2005, ils comptent 2 300 exemplaires vendus. Durant l'année 2003, le groupe mène plusieurs tournées en Europe pour promouvoir The Covenant Progress. 
En 2004, Crimson Moonlight sort son deuxième album, Veil of Remembrance. L'album démontre de grands changements dans le style du groupe: ils laissent tomber le clavier pour prendre une direction plus brutale, et ils incorporent des influences grindcore et death metal, inspirés par des groupes tels Nile, Living Sacrifice et Believer. Pilgrim déclare que l'écriture des textes témoigne de ses propres combats et de son évolution personnelle (particulièrement sur My Grief, My Remembrance), au travers de sa souffrance à la suite du fait que sa femme l'a quitté en 2003. Durant les sessions d'enregistrement, Jani Stefanovic (de Divinefire et Renascent) rejoint le groupe, et a eu un grand rôle dans la création de leur nouveau style, maintenant appelé death/unblack metal. Ce nouvel album est également bien reçu, mais vend moins de copies que le précédent. Dans une interview avec Harm Magazine, le groupe déclare penser que l'époque du téléchargement est responsable des ventes basses. Comme en 2003, Crimson Moonlight mène une tournée européenne pour la promotion de l'album. Fin 2004, ils enregistrent une compilation intitulée Song from the Archives, incluant les titres parus sur l'EP Eternal Emperor, des morceaux des deux albums, des titres de démo et des morceaux lives.
À la suite de cela, le groupe entreprend des changements internes à la formation. Jani Stefanovic quitte le groupe, ses autres projets musicaux  lui prenant trop de temps, Hubertus Liljegren part pour se consacrer non seulement à ses autres groupes mais aussi pour finir ses études, et Erik Tordsson quitte également pour finir ses études. Johan Ylenstrand (également guitariste fondateur d'Exhale avec Gustav Elowson et bassiste d'Inevitable End depuis 2010) rejoint le groupe à la basse, et Jonas Arvidsson à la guitare. 
En 2006, Elowson reçoit des propositions de sponsorisation de la part de sociétés fabricantes en percussion et batterie, telles Sabian, Pearl, Remo et Vic Firth.

### In Depths of Dreams Unconscious(2006-2010)
En 2006, l'accord entre Crimson Moonlight et Rivel Records prend fin, et le groupe commence la recherche pour un nouveau label. Le 17 juin 2006, le label de metal extrême Endtime Productions annonce qu'ils ont signé un accord avec le groupe. Ensuite, Crimson Moonlight enregistre un EP dans le plus grand secret. L'été qui suit, le groupe joue sa première tournée aux États-Unis, et vend les pré-enregistrements de leur nouveau projet, intitulé In Depths of Dreams Unconscious. Cet EP présente deux nouveaux morceaux, ainsi qu'un reé-enregistrement de leur toute première démo. Musicalement, cet EP poursuit sur leur lancée death/unblack metal, avec un arrangement plus mélodique. L'enregistrement officiel contient également une intro interprétée par le groupe de néoclassique suédois Arcana. In Depths of Dreams Unconscious est officiellement sorti le premier février 2007. Durant l'été 2007, Crimson Moonlight joue au Cornerstone Festival, dans l'Illinois, pour la deuxième fois depuis 2006. 
En 2009, Crimson Moonlight est annoncé au programme des Elements of Rock, à Uster, en Suisse, mais deux mois avant le concert, prévu en mai ils annoncent que le groupe fait une pause, et donc qu'ils ne participeront pas. 

### Pause etDivine Darkness(depuis 2011)
Fin 2011, le groupe reprend du service, se crée une page Facebook, joue au Nordic Fest d'Oslo, au Blast of Eternity d'Heilbronn, et Elements of Rock en mars 2012, ainsi que le fait qu'ils travaillent à un nouvel album. En 2014, ils publient le single The Suffering, issue de leur nouvel album Divine Darkness, publié au label Endtime Productions le 26 février 2016.

## Membres

### Membres actuels
- Simon « Pilgrim Bestiarius XII » Rosén - chant (depuis 1997)
- Gustav « Gurra » Elowson - batterie (depuis 1997)
- Per Sundberg - guitare, basse, claviers (2002-2009, depuis 2011)
- Johan Ylenstrand - guitare, basse (2006-2009, depuis 2011)

### Anciens membres
- Hubertus Liljegren - guitare, basse (2002-2006)
- Samuel Lundberg - guitare (2001-2002)
- Petter - clavier (1997-1998)
- Simon Lindh - basse (1997-1999)
- David Seiving - basse
- Erik Tordsson - basse
- Jani Stefanovic - guitare (2004-2006)
- Jonathan Jansson - guitare (1997-2000, 2011-2016)